# Schweizerische Vereinigung für Qualitäts- und Managementsysteme
Die Schweizerische Vereinigung für Qualitäts- und Management-Systeme  (SQS) ist eine  Organisation für Zertifizierungen und das Durchführen von Prüfungen und Audits. Sie wurde 1983 gegründet und beschäftigt mit Stand 2016 etwa 150 fest angestellte Mitarbeitende und 300 freie Auditoren.
Der Hauptsitz ist in Zollikofen im Kanton Bern, in Mailand besteht ein Zweigbüro. Die Tochtergesellschaft SQS Deutschland GmbH (gegründet 2021) mit Sitz in Konstanz am Bodensee ist auf die Verifizierung von Nachhaltigkeitsberichten spezialisiert.

## Organisation
Die SQS Schweiz ist als Verein nach schweizerischem Recht organisiert. Der Vorstand besteht aus 7 Personen, CEO ist Felix Müller, die operative Leitung wird vom CEO und 7 weiteren Mitgliedern der Geschäftsleitung wahrgenommen.

## Wichtigste Tätigkeitsfelder
SQS Schweiz führt Zertifizierungen von Managementsystemen und für eine große Zahl von Normen durch, macht Prüfungen und Audits für verschiedene Branchen und bietet Kurse und Lehrgänge an, viele davon in Zusammenarbeit mit anderen Firmen und Organisationen. Gemäß eigener Aussage hält SQS in der Schweiz einen Marktanteil von rund 70 %. Der Schwerpunkt liegt eindeutig bei der Zertifizierung von Qualitätsmanagementsystemen, außerdem von Umweltmanagementsystemen, Arbeitssicherheit und vielen branchenspezifischen Normen.

## Akkreditierung
Bei der schweizerischen Akkreditierungsstelle ist SQS unter anderem für ISO 9001 (Qualitätsmanagement), ISO 14001 (Umweltmanagement), ISO 50001 (Energiemanagement), ISO 45001 (Arbeitssicherheit), eduQua (Weiterbildung), ISO 22000 (Lebensmittelsicherheit), ISO 20000 (IT Service Management), ISO 27001 (Information Security Management) und für viele branchenspezifische Normen eingetragen.